# Nenad Tomović
Nenad Tomović (in serbo Ненад Томовић?; Kragujevac, 30 agosto 1987) è un calciatore serbo, difensore del Čukarički.

## Caratteristiche tecniche
Difensore polivalente, può giocare sia come centrale o terzino su entrambe le fasce e può ricoprire tutti i ruoli sia di una difesa a 3 che di una a 4, il suo ruolo preferito è nel centro-destra di una difesa a 3.

## Carriera

### Club

#### Rad Belgrado e Stella Rossa
Tomović inizia la sua carriera nel Radnički Kragujevac, squadra della sua città natale. In seguito trascorre una stagione nel Rad Belgrado, per poi andare alla Stella Rossa, sempre nella capitale serba. Viene prestato dalla Stella Rossa al Rad Belgrado, dove gioca da titolare in prima squadra per 2 stagioni, poi torna al Marakana e disputa quasi tutte le gare della seconda metà di stagione, rinnovando il proprio contratto per 5 anni.

#### Genoa e prestito al Lecce
A 21 anni, il 14 luglio 2009, si trasferisce alla società italiana del Genoa dallo Stella Rossa per 3,5 milioni di euro, dove esordisce in serie A e colleziona 14 presenze in campionato, oltre ad altre gare.
Il 3 gennaio 2011 passa invece in prestito al Lecce. dove raggiunge a fine campionato la salvezza in Serie A. Il 1 luglio successivo il Genoa annuncia il rinnovo del prestito al Lecce per un altro anno con opzione per l'eventuale acquisizione della compartecipazione. Terminata la stagione con la retrocessione della squadra salentina, nell'estate 2012 torna al Genoa dove ritrova Luigi De Canio tecnico che lo ha lanciato nella prima stagione a Lecce.

#### Fiorentina
Il 31 agosto 2012 viene acquistato in compartecipazione dalla Fiorentina per 2,5 milioni di euro. Esordisce in maglia viola il 2 settembre nella gara di campionato Napoli-Fiorentina (2-1). Il 7 ottobre 2012 regala il suo primo assist in maglia viola al compagno Stevan Jovetic nella partita Fiorentina-Bologna finita 1-0. Il 28 ottobre 2012 esordisce in Coppa Italia con la maglia viola nella partita casalinga contro la Juve Stabia terminata sul punteggio di 2-0. Il 7 aprile 2013 in occasione della sfida chiave contro il Milan per il terzo posto riceve il primo cartellino rosso in Italia al minuto numero 40'.
Il 21 giugno 2013 viene riscattato alle buste dalla società viola per 1,65 milioni di euro. L'esordio nella nuova stagione arriva il 29 agosto 2013 nel ritorno dei preliminari di Europa League contro il Grasshoppers, partita finita 1-0 per gli svizzeri. L'esordio in campionato arriva il 1º settembre 2013 sul campo della sua ex squadra, il Genoa, nella partita vinta con il punteggio di 5-2. L'8 dicembre 2013 regala un assist al compagno Vargas per il momentaneo pareggio nella sconfitta per 2-1 contro la Roma all'Olimpico.
Il 5 ottobre 2014, alla sua terza stagione con la Fiorentina, segna il suo primo gol con la maglia viola nella partita di campionato Fiorentina-Inter (3-0).
Il 1º ottobre 2015 indossa la fascia di capitano nella partita di UEFA Europa League Belenenses-Fiorentina (0-4). Il 25 gennaio 2016 rinnova il suo contratto fino al 30 giugno 2020.. Nelle ultime stagioni è stato protagonista di alcuni gravi errori difensivi che ne hanno abbassato il prestigio.

#### Chievo e SPAL
Dopo 5 stagioni alla Fiorentina e dopo due presenze in campionato, il 31 agosto 2017 si trasferisce al Chievo con la formula del prestito oneroso da 300.000 euro con diritto di riscatto. Il 15 giugno viene riscattato per 1,3 milioni di euro e firma un contratto fino al 2021. Il 26 agosto 2018, alla seconda giornata di campionato, segna il suo primo gol con il Chievo, nella partita persa 6-1 contro la Fiorentina, sua ex squadra, dedicando il gol a Davide Astori.
Il 24 agosto 2019 viene ceduto in prestito con obbligo di riscatto alla SPAL nell'ambito dell'operazione che porta Sauli Väisänen al Chievo. A fine stagione retrocede in seconda serie, scendendo per la prima volta nella Serie B italiana.
Il 5 dicembre 2020 trova il suo primo gol con gli estensi, nel 4-0 interno contro il Pisa.

#### Approdo a Cipro
Il 27 agosto 2021, Tomović approderà a Cipro firmando per l'AEK Larnaca con un contratto quadriennale.

### Nazionale
Dopo aver giocato con la nazionale serba Under-21, con cui ha partecipato ai Giochi olimpici di Pechino 2008 e agli Europei Under-21 2009, ha esordito nella nazionale maggiore il 14 dicembre 2008 in una gara amichevole contro la Polonia. Dopo una lunga assenza dai convocati, è tornato a vestire la maglia della Serbia nel 2011 per una serie di amichevoli e una gara di qualificazione per Euro 2012, rimanendo poi per anni costantemente nel giro della nazionale. Alla fine del 2015, dopo 22 presenze in nazionale, ha giocato ben 15 gare in trasferta, fra cui anche le prime 6 partite in cui è sceso in campo con la maglia serba.

## Statistiche

### Presenze e reti nei club
Statistiche aggiornate al 16 marzo 2023.
| Stagione            | Squadra             | Campionato          | Campionato | Campionato | Coppe nazionali | Coppe nazionali | Coppe nazionali | Coppe europee | Coppe europee | Coppe europee | Altre coppe | Altre coppe | Altre coppe | Totale | Totale |
| Stagione            | Squadra             | Comp                | Pres       | Reti       | Comp            | Pres            | Reti            | Comp          | Pres          | Reti          | Comp        | Pres        | Reti        | Pres   | Reti   |
| ------------------- | ------------------- | ------------------- | ---------- | ---------- | --------------- | --------------- | --------------- | ------------- | ------------- | ------------- | ----------- | ----------- | ----------- | ------ | ------ |
| 2004-2005           | Rad Belgrado        | PL                  | 9          | 0          | CS              | 0               | 0               | -             | -             | -             | -           | -           | -           | 9      | 0      |
| 2005-2006           | Stella Rossa        | SL                  | 1          | 0          | CS              | 0               | 0               | -             | -             | -             | -           | -           | -           | 1      | 0      |
| 2006-2007           | Rad Belgrado        | PL                  | 28+1       | 1          | CS              | 0               | 0               | -             | -             | -             | -           | -           | -           | 29     | 1      |
| 2007-gen. 2008      | Rad Belgrado        | PL                  | 10         | 1          | CS              | 1               | 0               | -             | -             | -             | -           | -           | -           | 11     | 1      |
| Totale Rad Belgrado | Totale Rad Belgrado | Totale Rad Belgrado | 47+1       | 2          |                 | 1               | 0               |               | -             | -             |             | -           | -           | 49     | 2      |
| gen.-giu. 2008      | Stella Rossa        | SL                  | 12         | 0          | CS              | 3               | 0               | -             | -             | -             | -           | -           | -           | 15     | 0      |
| 2008-2009           | Stella Rossa        | SL                  | 27         | 1          | CS              | 3               | 0               | CU            | 1             | 0             | -           | -           | -           | 31     | 1      |
| Totale Stella Rossa | Totale Stella Rossa | Totale Stella Rossa | 40         | 1          |                 | 6               | 0               |               | 1             | 0             |             | -           | -           | 47     | 1      |
| 2009-2010           | Genoa               | A                   | 14         | 0          | CI              | 1               | 0               | UEL           | 4             | 0             | -           | -           | -           | 19     | 0      |
| 2010-gen. 2011      | Genoa               | A                   | 0          | 0          | CI              | 2               | 0               | -             | -             | -             | -           | -           | -           | 2      | 0      |
| gen.-giu. 2011      | Lecce               | A                   | 16         | 0          | CI              | -               | -               | -             | -             | -             | -           | -           | -           | 16     | 0      |
| 2011-2012           | Lecce               | A                   | 33         | 1          | CI              | 1               | 0               | -             | -             | -             | -           | -           | -           | 34     | 1      |
| Totale Lecce        | Totale Lecce        | Totale Lecce        | 49         | 1          |                 | 1               | 0               |               | -             | -             |             | -           | -           | 50     | 1      |
| ago. 2012           | Genoa               | A                   | 0          | 0          | CI              | 1               | 0               | -             | -             | -             | -           | -           | -           | 1      | 0      |
| Totale Genoa        | Totale Genoa        | Totale Genoa        | 14         | 0          |                 | 4               | 0               |               | 4             | 0             |             | -           | -           | 22     | 0      |
| ago. 2012-2013      | Fiorentina          | A                   | 26         | 0          | CI              | 3               | 0               | -             | -             | -             | -           | -           | -           | 29     | 0      |
| 2013-2014           | Fiorentina          | A                   | 25         | 0          | CI              | 2               | 0               | UEL           | 8             | 0             | -           | -           | -           | 35     | 0      |
| 2014-2015           | Fiorentina          | A                   | 24         | 1          | CI              | 2               | 0               | UEL           | 11            | 0             | -           | -           | -           | 37     | 1      |
| 2015-2016           | Fiorentina          | A                   | 24         | 0          | CI              | 1               | 0               | UEL           | 8             | 0             | -           | -           | -           | 33     | 0      |
| 2016-2017           | Fiorentina          | A                   | 26         | 0          | CI              | 2               | 0               | UEL           | 7             | 0             | -           | -           | -           | 35     | 0      |
| ago. 2017           | Fiorentina          | A                   | 2          | 0          | CI              | 0               | 0               | -             | -             | -             | -           | -           | -           | 2      | 0      |
| Totale Fiorentina   | Totale Fiorentina   | Totale Fiorentina   | 127        | 1          |                 | 10              | 0               |               | 34            | 0             |             | -           | -           | 171    | 1      |
| ago. 2017-2018      | Chievo              | A                   | 27         | 0          | CI              | 0               | 0               | -             | -             | -             | -           | -           | -           | 27     | 0      |
| 2018-2019           | Chievo              | A                   | 10         | 1          | CI              | 1               | 0               | -             | -             | -             | -           | -           | -           | 11     | 1      |
| Totale Chievo       | Totale Chievo       | Totale Chievo       | 37         | 1          |                 | 1               | 0               |               | -             | -             |             | -           | -           | 38     | 1      |
| 2019-2020           | SPAL                | A                   | 23         | 0          | CI              | 2               | 0               | -             | -             | -             | -           | -           | -           | 25     | 0      |
| 2020-2021           | SPAL                | B                   | 34         | 1          | CI              | 4               | 0               | -             | -             | -             | -           | -           | -           | 38     | 1      |
| Totale SPAL         | Totale SPAL         | Totale SPAL         | 57         | 1          |                 | 6               | 0               |               | -             | -             |             | -           | -           | 63     | 1      |
| 2021-2022           | AEK Larnaca         | A                   | 19+8       | 0          | CC              | 7               | 3               | -             | -             | -             | -           | -           | -           | 34     | 3      |
| 2022-2023           | AEK Larnaca         | A                   | 21+6       | 0          | CC              | 0               | 0               | UCL+UEL+UECL  | 2+8+4         | 0             | -           | -           | -           | 41     | 0      |
| 2023-2024           | AEK Larnaca         | A                   | 18+1       | 0          | CC              | 2               | 0               | UECL          | 4             | 0             | -           | -           | -           | 25     | 0      |
| Totale AEK Larnaca  | Totale AEK Larnaca  | Totale AEK Larnaca  | 73         | 0          |                 | 9               | 3               |               | 18            | 0             |             | -           | -           | 100    | 3      |
| Totale carriera     | Totale carriera     | Totale carriera     | 445        | 7          |                 | 35              | 3               |               | 57            | 0             |             | -           | -           | 537    | 10     |

### Cronologia presenze e reti in nazionale
| Cronologia completa delle presenze e delle reti in nazionale ― Serbia | Cronologia completa delle presenze e delle reti in nazionale ― Serbia | Cronologia completa delle presenze e delle reti in nazionale ― Serbia | Cronologia completa delle presenze e delle reti in nazionale ― Serbia | Cronologia completa delle presenze e delle reti in nazionale ― Serbia | Cronologia completa delle presenze e delle reti in nazionale ― Serbia | Cronologia completa delle presenze e delle reti in nazionale ― Serbia | Cronologia completa delle presenze e delle reti in nazionale ― Serbia |
| Data                                                                  | Città                                                                 | In casa                                                               | Risultato                                                             | Ospiti                                                                | Competizione                                                          | Reti                                                                  | Note                                                                  |
| --------------------------------------------------------------------- | --------------------------------------------------------------------- | --------------------------------------------------------------------- | --------------------------------------------------------------------- | --------------------------------------------------------------------- | --------------------------------------------------------------------- | --------------------------------------------------------------------- | --------------------------------------------------------------------- |
| 14-12-2008                                                            | Adalia                                                                | Polonia                                                               | 1 – 0                                                                 | Serbia                                                                | Amichevole                                                            | -                                                                     |                                                                       |
| 12-8-2009                                                             | Pretoria                                                              | Sudafrica                                                             | 1 – 3                                                                 | Serbia                                                                | Amichevole                                                            | -                                                                     | 88’                                                                   |
| 9-2-2011                                                              | Tel Aviv                                                              | Israele                                                               | 0 – 2                                                                 | Serbia                                                                | Amichevole                                                            | -                                                                     | 64’                                                                   |
| 3-6-2011                                                              | Seul                                                                  | Corea del Sud                                                         | 2 – 1                                                                 | Serbia                                                                | Amichevole                                                            | -                                                                     |                                                                       |
| 7-6-2011                                                              | Melbourne                                                             | Australia                                                             | 0 – 0                                                                 | Serbia                                                                | Amichevole                                                            | -                                                                     | 54’ 75’                                                               |
| 10-8-2011                                                             | Mosca                                                                 | Russia                                                                | 1 – 0                                                                 | Serbia                                                                | Amichevole                                                            | -                                                                     |                                                                       |
| 6-9-2011                                                              | Belgrado                                                              | Serbia                                                                | 3 – 1                                                                 | Fær Øer                                                               | Qual. Euro 2012                                                       | -                                                                     | 44’                                                                   |
| 11-11-2011                                                            | Santiago de Querétaro                                                 | Messico                                                               | 2 – 0                                                                 | Serbia                                                                | Amichevole                                                            | -                                                                     | 84’                                                                   |
| 14-11-2011                                                            | San Pedro Sula                                                        | Honduras                                                              | 2 – 0                                                                 | Serbia                                                                | Amichevole                                                            | -                                                                     | 46’                                                                   |
| 16-10-2012                                                            | Skopje                                                                | Macedonia                                                             | 1 – 0                                                                 | Serbia                                                                | Qual. Mondiali 2014                                                   | -                                                                     | 59’                                                                   |
| 14-11-2012                                                            | Santiago del Cile                                                     | Cile                                                                  | 1 – 3                                                                 | Serbia                                                                | Amichevole                                                            | -                                                                     |                                                                       |
| 6-2-2013                                                              | Nicosia                                                               | Cipro                                                                 | 1 – 3                                                                 | Serbia                                                                | Amichevole                                                            | -                                                                     |                                                                       |
| 26-3-2013                                                             | Novi Sad                                                              | Serbia                                                                | 2 – 0                                                                 | Scozia                                                                | Qual. Mondiali 2014                                                   | -                                                                     |                                                                       |
| 14-8-2013                                                             | Bogotà                                                                | Colombia                                                              | 1 – 0                                                                 | Serbia                                                                | Amichevole                                                            | -                                                                     |                                                                       |
| 11-10-2013                                                            | Belgrado                                                              | Serbia                                                                | 2 – 0                                                                 | Giappone                                                              | Amichevole                                                            | -                                                                     |                                                                       |
| 18-11-2014                                                            | La Canea                                                              | Grecia                                                                | 0 – 2                                                                 | Serbia                                                                | Amichevole                                                            | -                                                                     | 72’                                                                   |
| 7-6-2015                                                              | Sankt Pölten                                                          | Serbia                                                                | 4 – 1                                                                 | Azerbaigian                                                           | Amichevole                                                            | -                                                                     | 76’                                                                   |
| 4-9-2015                                                              | Novi Sad                                                              | Serbia                                                                | 2 – 0                                                                 | Armenia                                                               | Qual. Euro 2016                                                       | -                                                                     |                                                                       |
| 7-9-2015                                                              | Bordeaux                                                              | Francia                                                               | 2 – 1                                                                 | Serbia                                                                | Amichevole                                                            | -                                                                     |                                                                       |
| 8-10-2015                                                             | Elbasan                                                               | Albania                                                               | 0 – 2                                                                 | Serbia                                                                | Qual. Euro 2016                                                       | -                                                                     | 68’                                                                   |
| 11-10-2015                                                            | Belgrado                                                              | Serbia                                                                | 1 – 2                                                                 | Portogallo                                                            | Qual. Euro 2016                                                       | -                                                                     |                                                                       |
| 13-11-2015                                                            | Ostrava                                                               | Rep. Ceca                                                             | 4 – 1                                                                 | Serbia                                                                | Amichevole                                                            | -                                                                     | 82’                                                                   |
| Totale                                                                |                                                                       | Presenze                                                              | 22                                                                    |                                                                       | Reti                                                                  | 0                                                                     |                                                                       |

| Cronologia completa delle presenze e delle reti in nazionale ― Serbia olimpica | Cronologia completa delle presenze e delle reti in nazionale ― Serbia olimpica | Cronologia completa delle presenze e delle reti in nazionale ― Serbia olimpica | Cronologia completa delle presenze e delle reti in nazionale ― Serbia olimpica | Cronologia completa delle presenze e delle reti in nazionale ― Serbia olimpica | Cronologia completa delle presenze e delle reti in nazionale ― Serbia olimpica | Cronologia completa delle presenze e delle reti in nazionale ― Serbia olimpica | Cronologia completa delle presenze e delle reti in nazionale ― Serbia olimpica |
| Data                                                                           | Città                                                                          | In casa                                                                        | Risultato                                                                      | Ospiti                                                                         | Competizione                                                                   | Reti                                                                           | Note                                                                           |
| ------------------------------------------------------------------------------ | ------------------------------------------------------------------------------ | ------------------------------------------------------------------------------ | ------------------------------------------------------------------------------ | ------------------------------------------------------------------------------ | ------------------------------------------------------------------------------ | ------------------------------------------------------------------------------ | ------------------------------------------------------------------------------ |
| 7-8-2008                                                                       | Shanghai                                                                       | Australia olimpica                                                             | 1 – 1                                                                          | Serbia olimpica                                                                | Olimpiadi 2008 - 1º turno                                                      | -                                                                              |                                                                                |
| 10-8-2008                                                                      | Shanghai                                                                       | Serbia olimpica                                                                | 2 – 4                                                                          | Costa d'Avorio olimpica                                                        | Olimpiadi 2008 - 1º turno                                                      | -                                                                              |                                                                                |
| 13-8-2008                                                                      | Pechino                                                                        | Argentina olimpica                                                             | 2 – 0                                                                          | Serbia olimpica                                                                | Olimpiadi 2008 - 1º turno                                                      | -                                                                              | 43’ 79’                                                                        |
| Totale                                                                         |                                                                                | Presenze                                                                       | 3                                                                              |                                                                                | Reti                                                                           | 0                                                                              |                                                                                |

## Palmarès

### Club

#### Competizioni nazionali
- Campionato serbo: 1

Stella Rossa: 2005-2006
- Coppa di Serbia: 1

Stella Rossa: 2005-2006